# Lalang
Lalang est une localité de l'Extrême-Nord du Cameroun. Elle dépend de l'arrondissement de Moutourwa (ou Moutouroua) et du département de Mayo-Kani non loin de la frontière avec le Tchad. Lalang est situé entre les villages Kalaf, Mordok, Brouï, Plim, Titing et Malmbaw. L'activité principale est l'agriculture (le mil, le maïs, les arachides...). On trouve également, l'élevage et le commerce. Les femmes sont championnes, en production de Bil-bil. Il a une Ecole Primaire Publique à cycle complet. Il existe également un Centre de Santé Intégré à l'entrée du village.  
C'est un village béni en eau, sables et les graviers. Malgré la pauvreté des parents, les enfants sont dynamiques et se battent énormément dans plusieurs activités, et surtout à l'école.  

## Géographie

### Localisation
La localité de Lalang est située à 10° 8' 55 N de latitude et 14° 6' 10 E de longitude, se trouvant entre Moutourwa (10 km au sud-ouest environ) et la frontière avec la Région du Nord.

## Le Moulin des Femmes de Lalang
En 2010, deux groupes de femmes, face aux difficultés liées au manque de moulins (obligation de se rendre à un moulin éloigné, retour à la maison tardif...), décident de s'unir pour demander un moulin pour leur village. Le conseiller municipal de la population de Lalang à la commune de Moutourwa Anissou Dagaï (le conseiller exerçant à l'époque), recevant cette demande, décide d'aller voir Serge Doucet, un volontaire de l'association Cuso International (en) (Canadian University Service Overseas) (CUSO-VSO à l'époque), à la ville de Moutourwa. 
Grâce à la mobilisation autour de ce projet, avec la collaboration de partenaires locaux et d'un groupe de femmes du Canada ayant participé au financement et à la mise en place du projet, le moulin fut installé la même année.